# Lisette Pagler
Lisette Pia Hee Young Pagler (Seul, 5 gennaio 1981) è un'attrice svedese nota principalmente per il ruolo dell'androide Mimi / Anita nella serie televisiva Real Humans.

## Biografia
Pia Hee Young è nata a Seul nella Corea del Sud ma si è trasferita in Svezia con la sua famiglia quando aveva due anni e mezzo ed è cresciuta a Nättraby, fuori Karlskrona. Ha studiato alla facoltà musicale dell'Accademia di Danza Classica di Göteborg. La sua voce è alto/mezzosoprano e nel 2004 ha preso parte al musical Stop the World: I Want to Get Off all'Opera di Göteborg.
Legalmente ribattezzata Lisette Young, nell'agosto 2010 arriva alle finali di Allsång a Skansen assieme a Måns Zelmerlöw. Durante il Capodanno 2010-2011 e per tutto l'anno successivo, lei e Zelmerlöw hanno interpretato i ruoli principali nel musical Romeo e Giulietta al Göta Lejon, mentre nell'autunno del 2010 ha partecipato alla produzione di Singin 'in the Rain presso l'Opera di Malmö.
Nel 2012 al 2014 ha interpretato l'androide Mimi / Anita nella serie televisiva di fantascienza Real Humans e ha preso parte al programma musicale precedente l'inizio dell'Eurovision Song Contest 2012.

## Vita privata
Nel settembre 2017 ha sposato l'attore Pontus T. Pagler, assumendone il cognome.

## Filmografia

### Cinema
- Rum 213, regia di Emelie Lindblom (2017)
- The Owl, regia di Joakim Behrman e Simon Pontén - cortometraggio (2020)
- Due fuori pista 2 (Ute och cyklar), regia di Mårten Klingberg (2025)

### Televisione
- Jakten på Julia - serie TV, 10 episodi (2010)
- Real Humans (Äkta människor) - serie TV, 20 episodi (2012-2014)
- Viva Hate - serie TV, 2 episodi (2014)
- Gåsmamman - serie TV, 29 episodi (2015-2019)
- Beck - serie TV, episodio 5x05 (2016)
- Selmas saga - serie TV, episodio 1x15 (2016)
- Stockholm Requiem - serie TV, 2 episodi (2018)
- Fartblinda - serie TV, 5 episodi (2019)
- Love & Anarchy (Kärlek & Anarki) - serie TV, 5 episodi (2020)